# Schöllenen

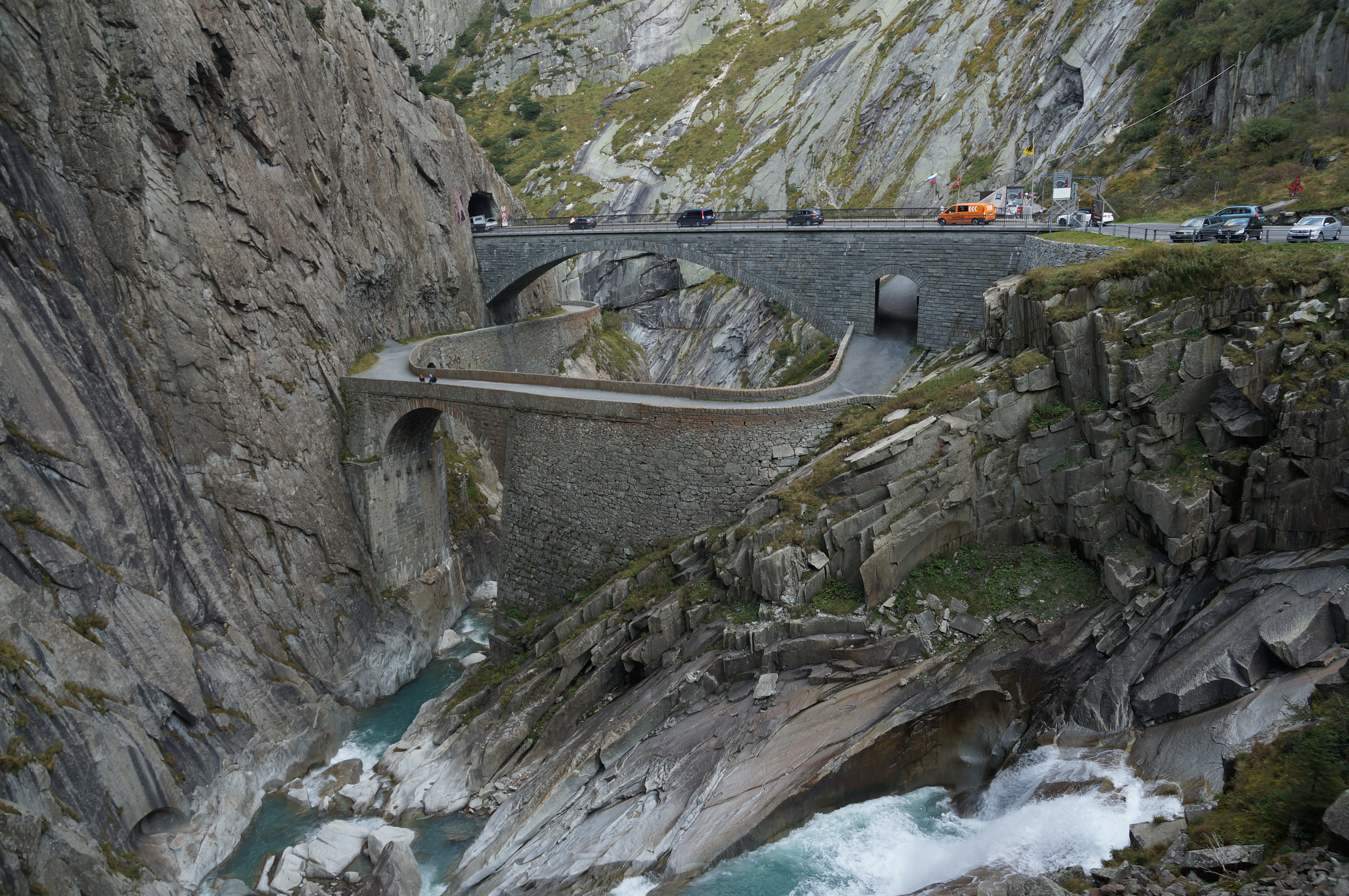
Die enge Schlüsselstelle in der Schlucht mit der zweiten und der dritten Brücke

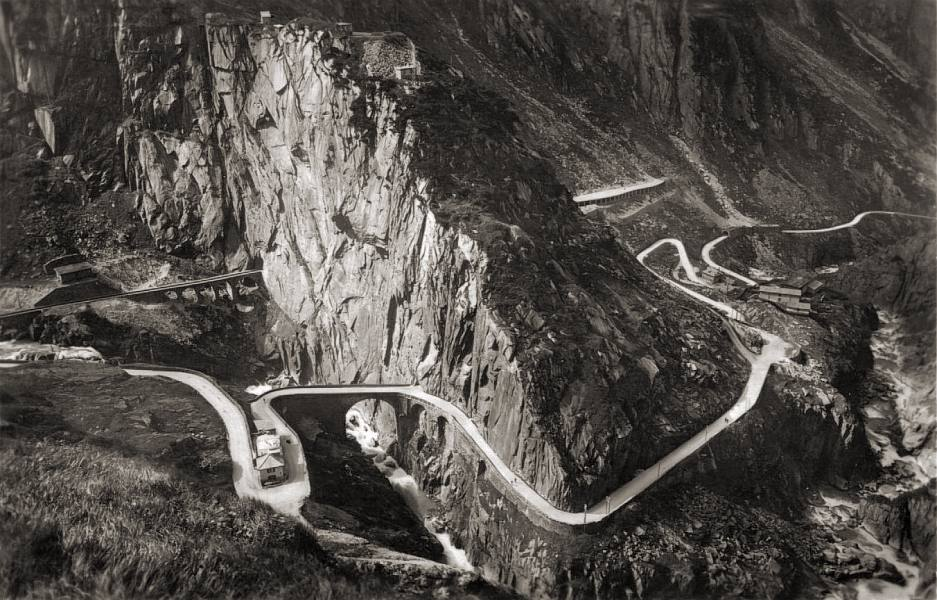
Die Schöllenen 1934. Im Hintergrund die Gleise der Schöllenenbahn

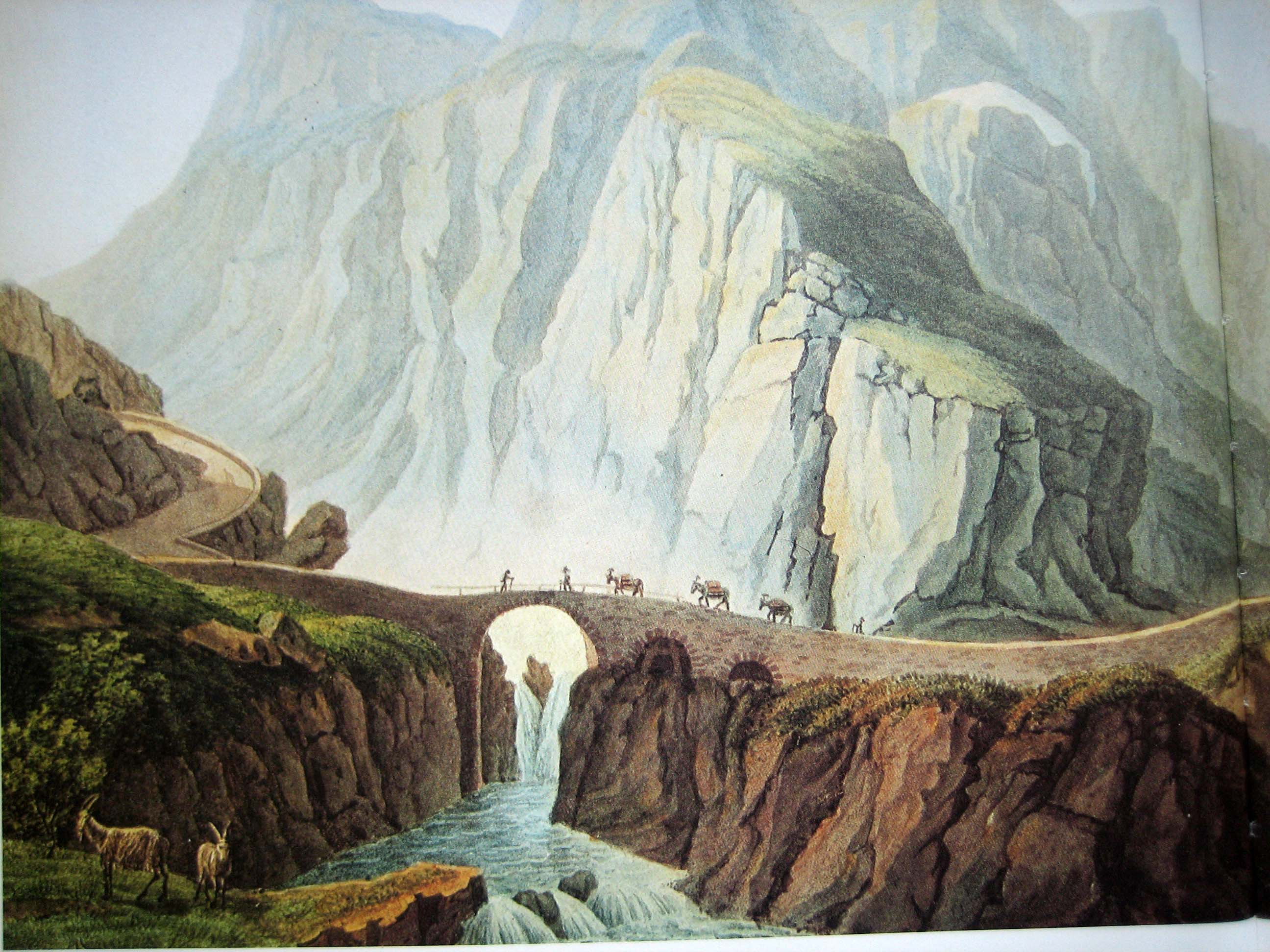
Die zweite Teufelsbrücke

Die Schöllenen (rätoromanisch La Scalinaⓘ) ist eine Schlucht im schweizerischen Kanton Uri. Durch die Schlucht fliesst von der Gemeinde Andermatt im Süden die Reuss nach Göschenen im Norden. Über den Fluss führt im oberen Teil der Schlucht die bekannte Teufelsbrücke sowie nahe Göschenen die wiedererrichtete Häderlisbrücke.
Die wilde Schöllenenschlucht war seit alters ein nur schwer zu überwindendes Hindernis auf der Route über den Gotthardpass, die den Kanton Uri mit dem Tessin verbindet. Vermutlich um 1200 waren es Walser aus dem gegen Norden nur über den Bäzberg zu erreichenden Urserental, welche die Schlucht erstmals mit dem Bau eines für damalige Verhältnisse waghalsigen Saumweges mit mehreren Brücken begehbar machten, was einen bedeutenden Schritt in der Entwicklung der Schweiz darstellt.

## Name
Früher bestand vom Bäzberg hinunter in die Schöllenen ein in den Fels gehauener Stufenweg. Die Einmündungsstelle in die Schlucht heisst Steiglen, was mit dem lateinischen Wort scalineae (= Treppe) und dem rätoromanischen Wort scalina als Ursprung der Bezeichnung Schöllenen übereinstimmt.

## Geschichte

### Twärrenbrücke

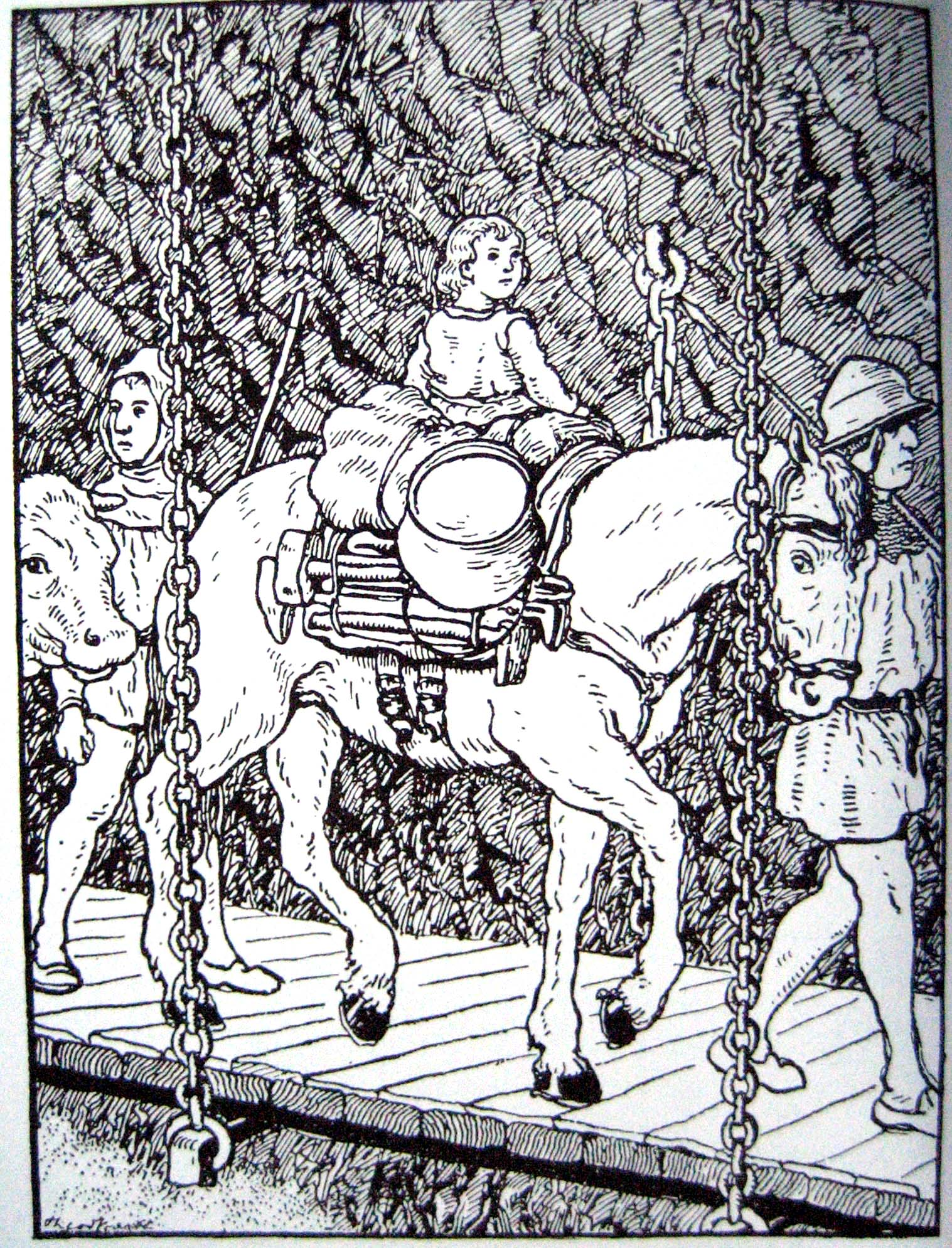
Twärrenbrücke

Bevor die erste Brücke über die Reuss gebaut werden konnte, musste zuerst die Schöllenen erschlossen werden. Da der harte, fast senkrecht zur Reuss abfallende Fels den Bau eines festen Weges unmöglich machte, kam gemäss der Überlieferung um 1220 ein Schmied aus Göschenen oder Andermatt auf die Idee, an der Felswand entlang des Chilchbergs Ketten zu befestigen, an denen aus dem Fels ragende Tragebalken hingen. Über diese Querbalken wurden Bretter gelegt, welche die eigentliche Brücke bildeten. Eine andere Theorie über die Bauweise des Steges besagt, dass in ausgeschlagenen Nischen lagernde Querbalken von Fels zu Fels gespannt waren, auf denen die eigentlichen Bretter des Steges lagen.
Es ist denkbar, dass die Walser bei der Errichtung des Weges durch die Schöllenen eine wichtige Rolle spielten. Man nimmt an, dass sie über technische Fähigkeiten verfügten, die sie beim Bau von Wasserleitungen (Suonen) in unwegsamem Gelände und von Wegen und Brücken in den steilen Walliser Tälern erworben hatten.
Über das genaue Datum des Baus besteht keine Einigkeit. Die erste überlieferte Beschreibung einer Reise über den Gotthard datiert aus dem Jahr 1234 und stammt vom Bremer Domherrn und Abt Albert von Stade.
Die 60 Meter lange Twärrenbrücke bestand bis zum Jahr 1707. Der Name Twärrenbrücke stammt von den quer liegenden Hölzern, über die der Weg führte. Oftmals wird die Twärrenbrücke irrtümlich als stiebender Steg bezeichnet. Der stiebende Steg jedoch ist eine andere Bezeichnung für die erste Teufelsbrücke.

### Erste Teufelsbrücke
Die erste hölzerne Brücke über die Reuss wurde um 1230 errichtet. 1595 wurde sie durch eine massive Steinbrücke ersetzt. Nach Fertigstellung der zweiten Brücke 1830 wurde sie nicht mehr begangen und dem Verfall überlassen. Am 2. August 1888 stürzte sie ein. Auf der nördlichen Flussseite sind ihre Fundamente noch sichtbar.
Ein angelehnter Nachbau der zerstörten ersten steinernen Teufelsbrücke steht seit 1837 im Park Klein-Glienicke in Berlin, der eine Alpenüberquerung nachahmt: Der nördliche Parkteil repräsentiert mit seinen waldartigen Partien die deutschen Lande, der südlichere Parkteil zeigt hingegen weiteres, offenes Gelände wie in Italien. Dazwischen stellt ein für Berliner Verhältnisse beachtlicher Höhenzug die Alpen dar.

### Erster Tunnel: Das Urnerloch
Da Brücke und Steg jedoch immer wieder durch die Reuss beschädigt wurden – 1707 riss eine grosse Überschwemmung die Twärrenbrücke weg – wurde nach einer anderen Möglichkeit gesucht, den Verkehr durch die Schlucht zu leiten. Noch ist eine Urkunde erhalten, in der es heisst: „Nachdem durch ein yberschwänchlich waszerflusz die brig, so von holz war, hinweg genommen, so ist mit Einsatz unsern gnäd. Herren von Ury Erachtet worden, durch den gählingen bärg zuo brächen, damit fürderhin die groszennkösten gedachter Holzinen Erspahrt werde.“
Am 20. September 1707 erhielt der aus Cerentino in der Valle Maggia stammende Festungsbaumeister Pietro Morettini, ein Schüler des französischen Festungsbaumeisters und Architekten Vauban, den Auftrag, eine neuwe Strass durch den lebendigen Felssen  zu bauen. Mit dem Werk sei innerhalb von zwei Wochen zu beginnen und bis zur Vollendung durchzuführen, damit man spätestens im Frühling 1709 ungehindert und frei passieren könne. Den Vertrag unterzeichneten Morettini und im Namen des Thals Urssern Johannes Russi, der von 1700 bis 1702 Talammann im Urserental war.
Zur allgemeinen Verwunderung beendete man den 64 Meter langen Tunnel, den ersten Tunnel einer Alpenstrasse, schon nach elf Monaten, um den 15. August 1708. Der Ingenieur hatte groß Verdruss gehabt, den das Wärchkt ist schwär gewässen. Die Kosten fielen höher aus als berechnet, nicht durch die Schuld Morettinis: ohne seine Müehe undt Versaumbnuss. Gemäss Vertrag wären es 1680 französische Taler gewesen, tatsächlich kostete der Bau 3080. Damit Morettini keinen Schaden davontrug, sicherten ihm die Urner 1400 französische Taler als Trichkgelt zu. Ursern bezahlte und durfte dafür die Zölle erhöhen, bis die Auslagen gedeckt waren.

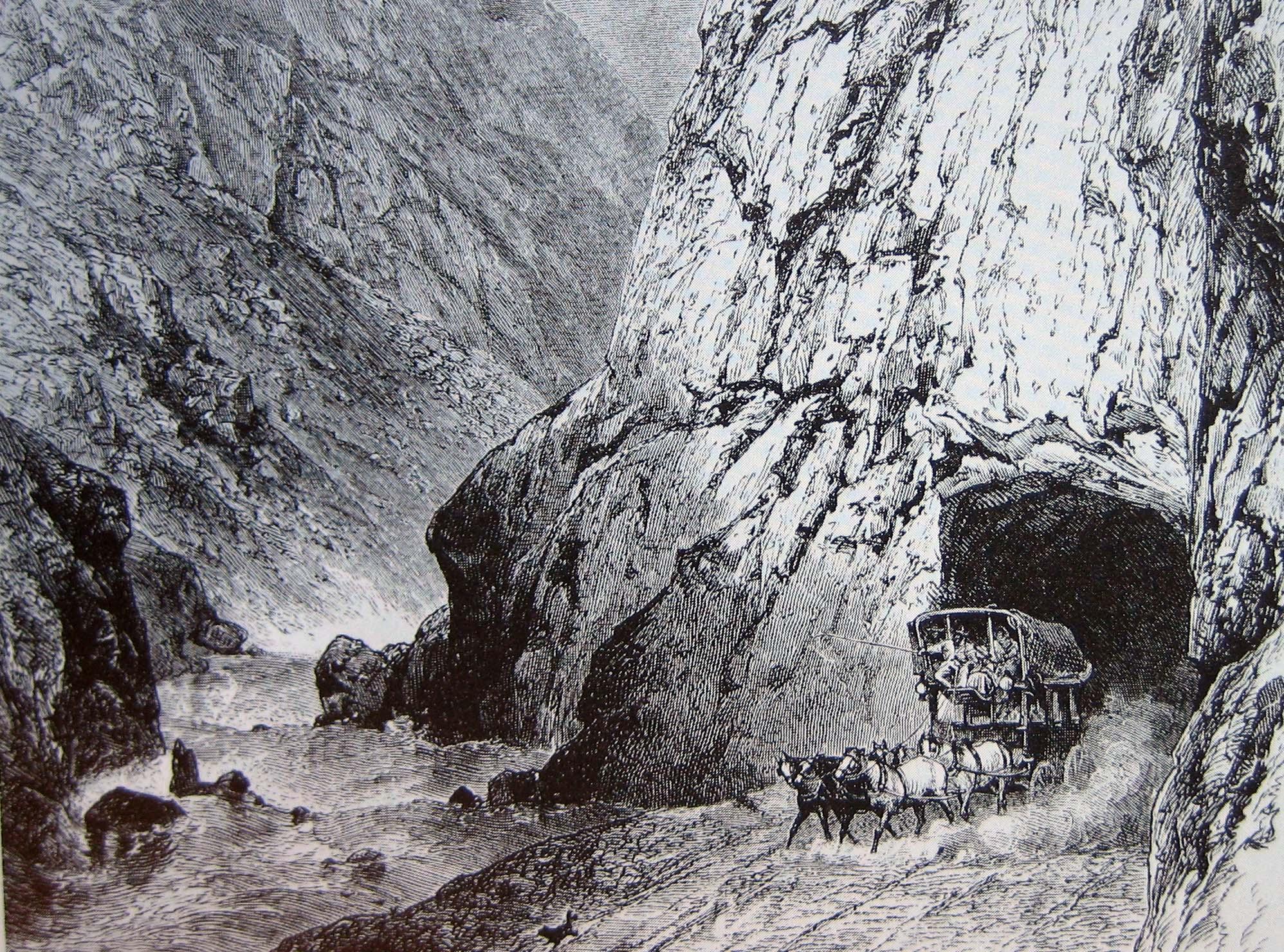
Postkutsche vor dem Urnerloch
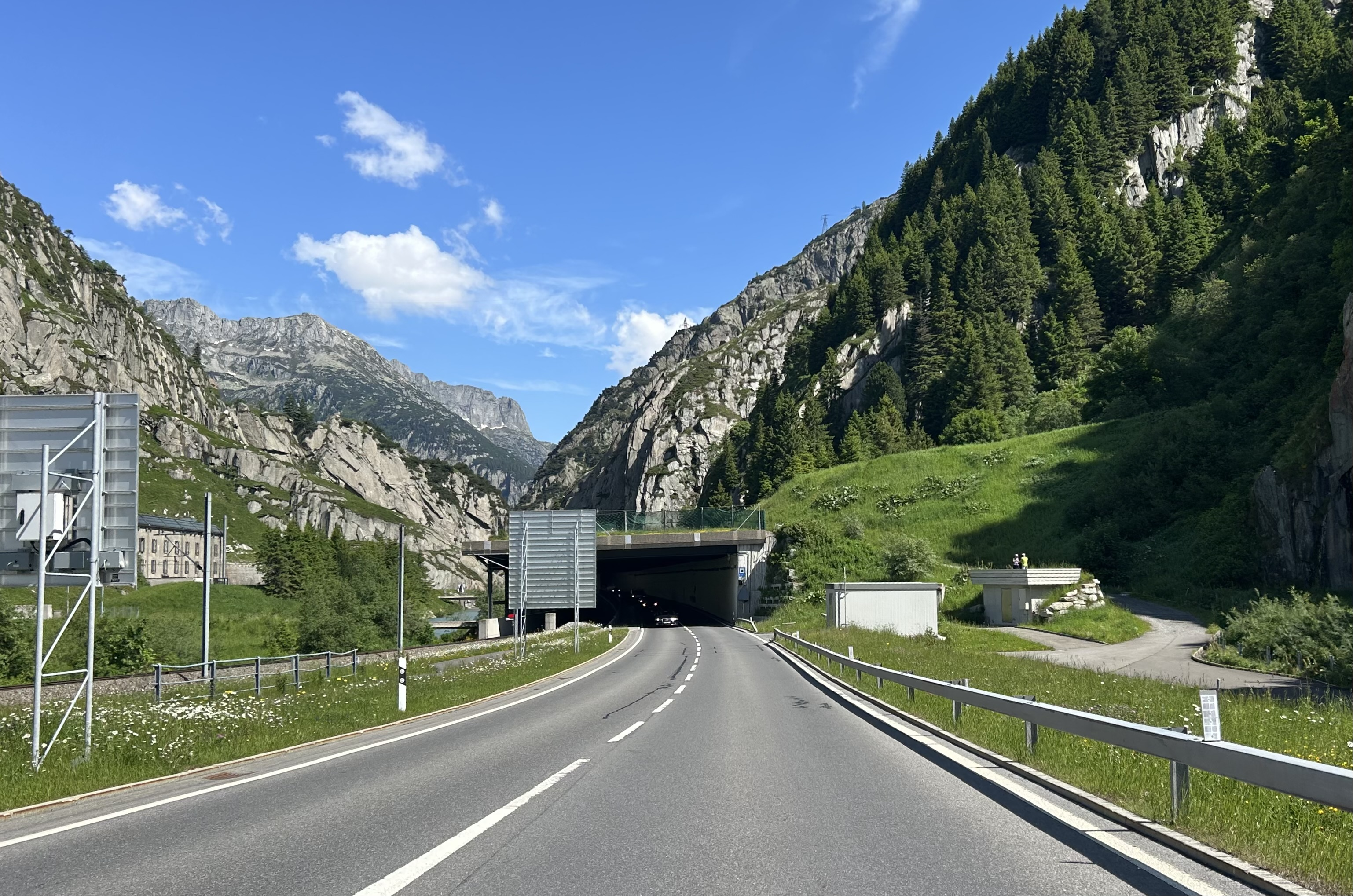
Gleiche Stelle 2024
Eine Schlittenkolonne einer Train-Kompanie im vereisten Urnerloch (1914–1918)

### Zweiter Koalitionskrieg

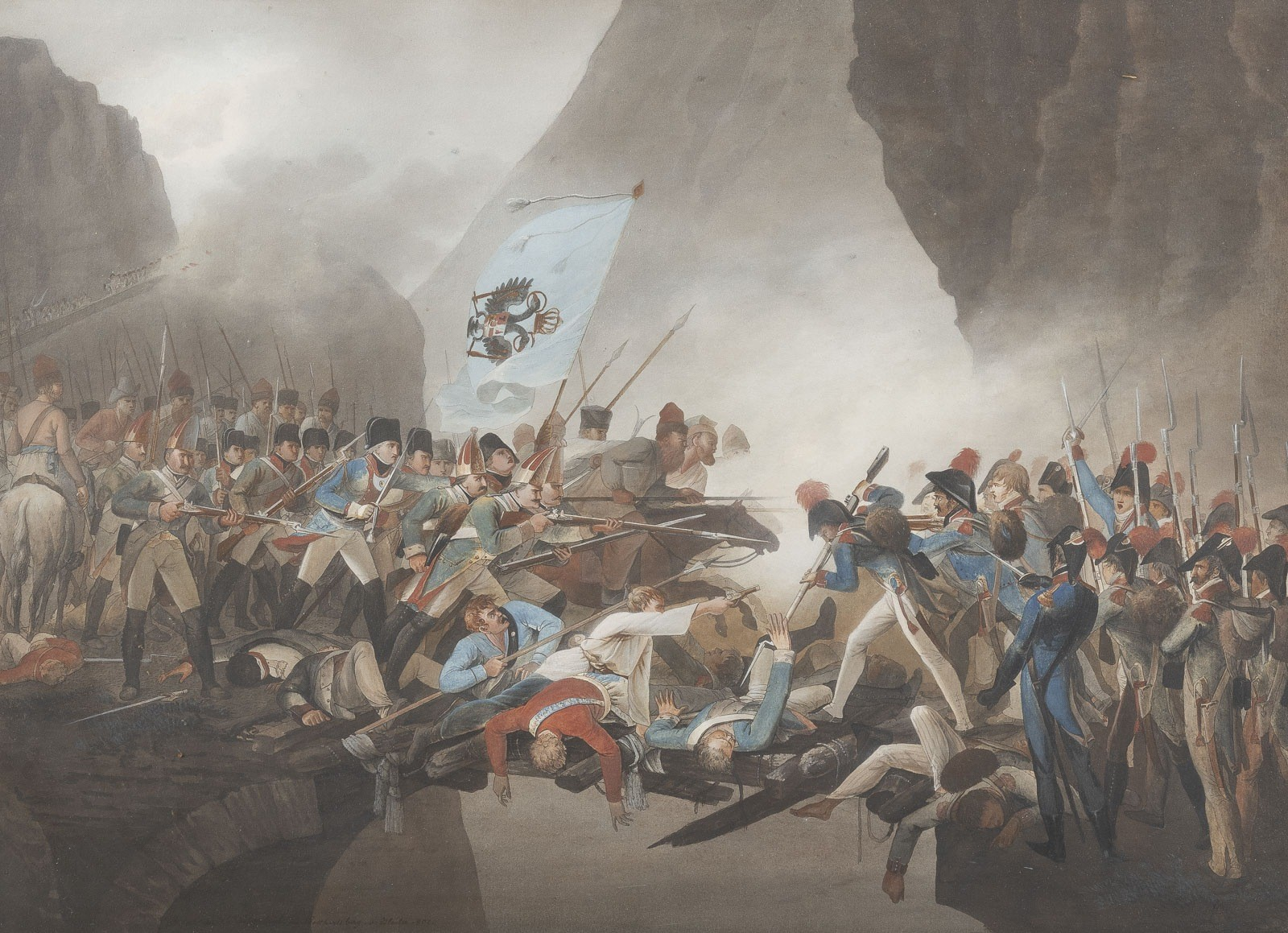
Kampf der Russen (links) gegen die Franzosen (rechts) auf der Teufelsbrücke

Während des Zweiten Koalitionskriegs fanden in der Umgebung der Schöllenenschlucht am 25. September 1799 Kampfhandlungen zwischen napoleonischen Truppen unter Claude-Jacques Lecourbe (1758–1815) und von Feldmarschall Alexander Suworow befehligten russischen Truppen statt. Die erste Teufelsbrücke wurde dabei schwer beschädigt und unpassierbar. Erst über dreissig Jahre später wurde mit der zweiten Teufelsbrücke Ersatz geschaffen.
In der Nähe der Teufelsbrücke steht das 1898 errichtete Suworow-Denkmal, das an die Schlacht erinnert.

### Zweite Teufelsbrücke

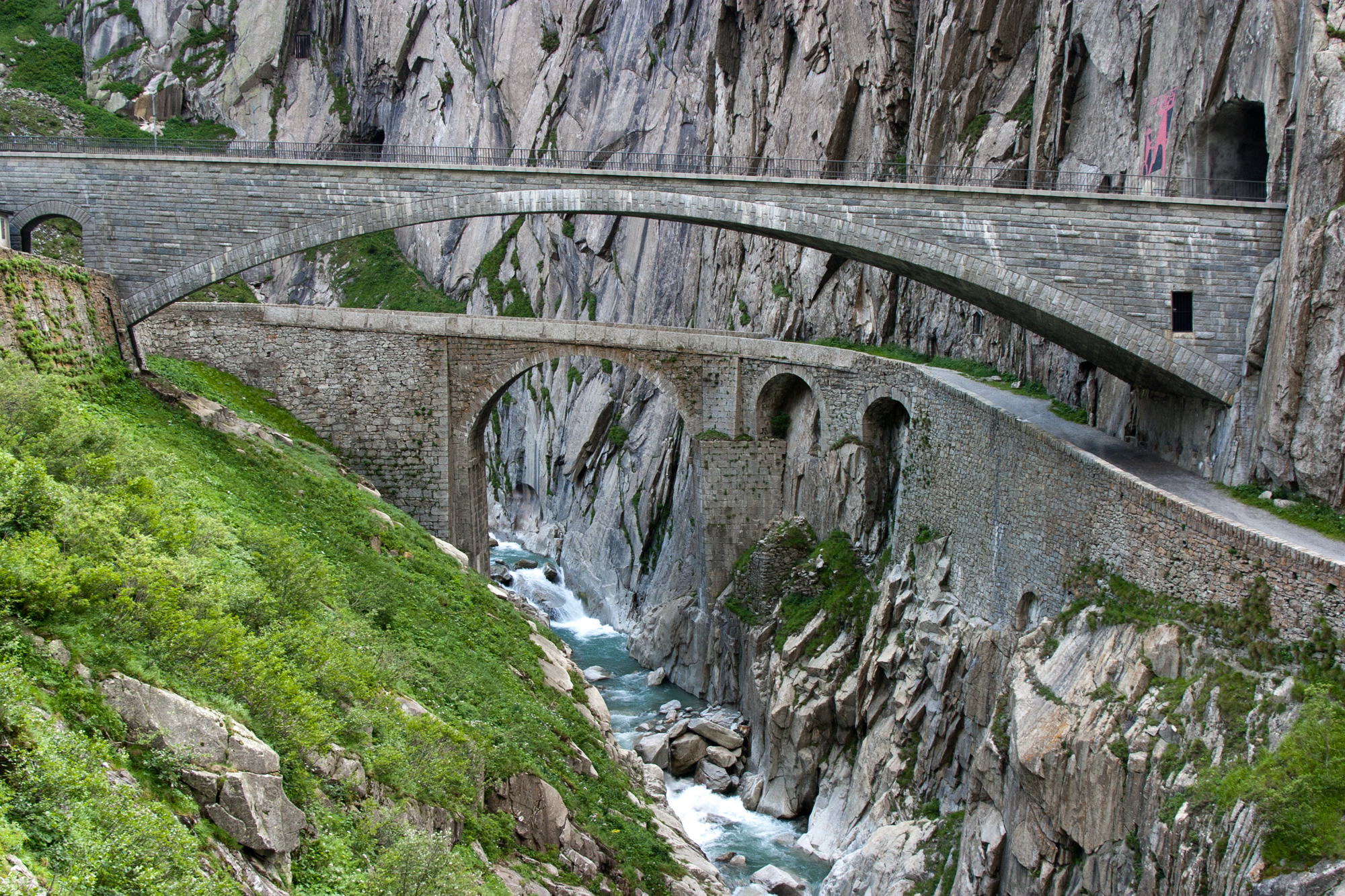
Die zweite Teufelsbrücke (hinten) und die dritte Teufelsbrücke (vorne) in der Schöllenenschlucht. In der Mitte die Fundamente der ersten Brücke

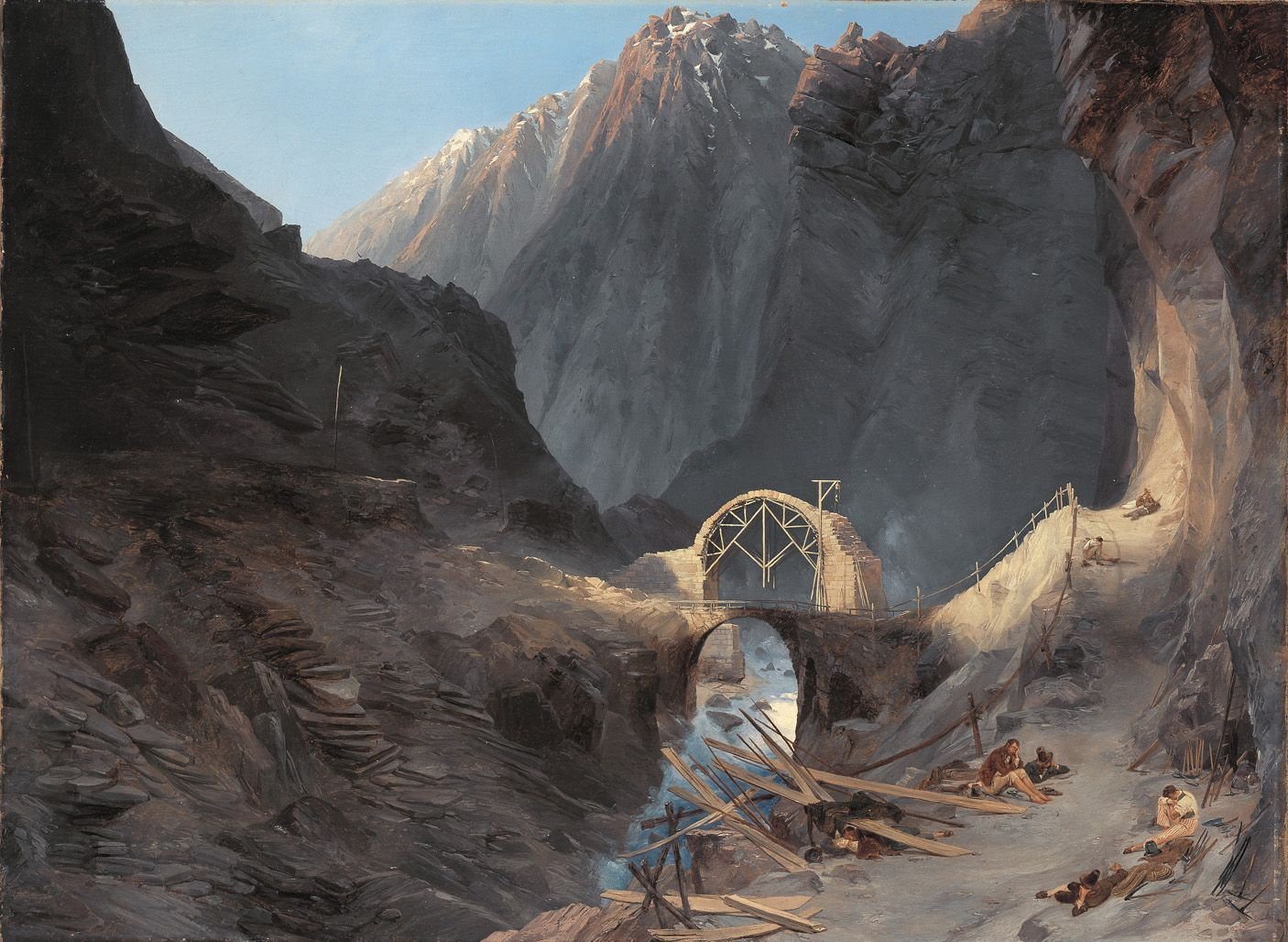
Bau der Teufelsbrücke (Carl Blechen, um 1830)

Nach dem Ende der Koalitionskriege 1815 herrschte im Kanton Uri wirtschaftliche Not. Brücke und Passweg konnten aufgrund fehlender Mittel vorerst nicht wieder begehbar gemacht werden, und der Verkehr nach Süden wurde zunehmend über den Splügenpass abgewickelt. Erst 1820 konnte der Auftrag für die Errichtung der zweiten Teufelsbrücke erteilt werden, die nach zehnjähriger Bauzeit fertiggestellt wurde und auch heute noch besteht. Sie wird heute vom Langsamverkehr genutzt und ist unter anderem Bestandteil der Nord-Süd-Route.

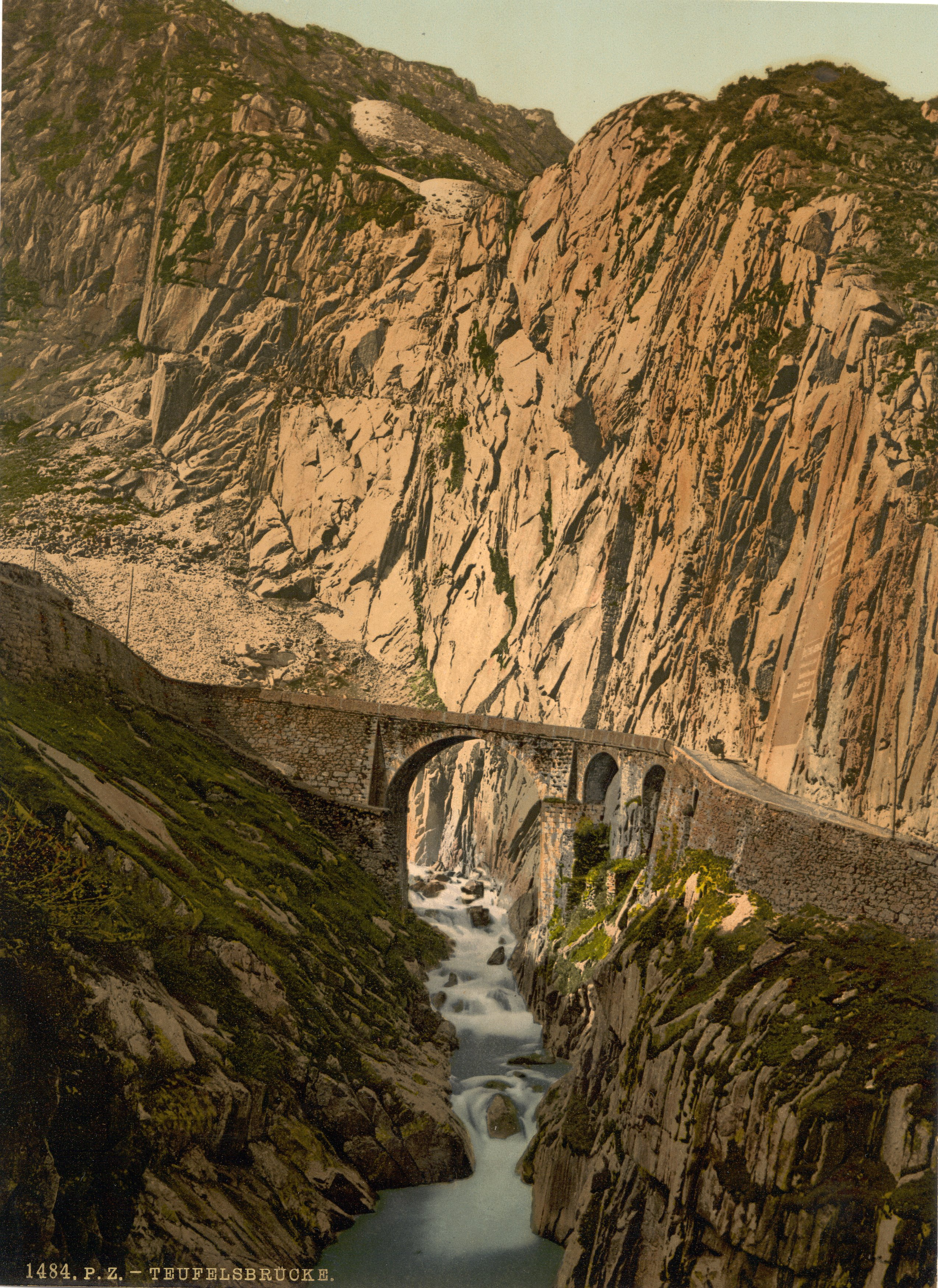
Die zweite Teufelsbrücke um 1900

### Schöllenenbahn
Die rund vier Kilometer lange Schöllenenbahn verbindet seit 1917 als zweite Verkehrsachse Göschenen mit Andermatt. Die Zahnradbahnstrecke weist eine Maximalsteigung von 179 Promille auf.

### Staumauer
Zwischen 1920 und 1944 wurden mehrere Projekte für Wasserkraftwerke ausgearbeitet, die den Bau einer bis zu 208 Meter hohen Staumauer beim Urnerloch vorgesehen hätten. Es wäre ein Stausee im Urserental entstanden, der die Umsiedlung der Dörfer Andermatt, Hospental und Realp nötig gemacht hätte, wovon etwa 2000 Personen betroffen gewesen wären. Wegen des Widerstands der lokalen Bevölkerungen wurde das Projekt eines Urserenkraftwerkes 1954 aufgegeben. Anstelle dessen wurde im Urnerloch eine Wasserfassung für das Kraftwerk Göschenen gebaut.

### Dritte Teufelsbrücke
Die zweite Teufelsbrücke und die schmale Strasse waren Mitte des 20. Jahrhunderts den Anforderungen des modernen Verkehrs nicht mehr gewachsen. 1958 wurde daher rund 30 Meter östlich der zweiten Brücke und etwas erhöht die dritte Teufelsbrücke eröffnet, die direkt in den ebenfalls neu erbauten Fadeggtunnel übergeht. Mit zwei Spuren konnte sie den zunehmenden Verkehr besser aufnehmen.
Über der Brücke prangt an der Felswand ein markantes Teufelsbild des Urner Malers Heinrich Danioth, geschaffen 1950 in Ölfarbe. 2008 wurde das rote Bild bei einem Vandalenakt mit blauer Ölfarbe beschmiert und darauf im Sommer 2009 aufwendig restauriert.

## Sage zur Teufelsbrücke
Einer Sage zufolge wurde die erste Teufelsbrücke vom Teufel errichtet. Die Urner scheiterten immer wieder an der Errichtung einer Brücke. Schliesslich rief ein Landammann ganz verzweifelt aus: „Do sell der Tyfel e Brigg bue!“ (Da soll der Teufel eine Brücke bauen!) Kaum ausgesprochen, stand dieser schon vor der Urner Bevölkerung und schlug ihnen einen Pakt vor. Er würde die Brücke bauen und als Gegenleistung bekomme er die Seele desjenigen, der als Erster die Brücke überquere. Nachdem der Teufel die Brücke gebaut hatte, schickten die schlauen Urner einen Geissbock über die Brücke. Der Teufel war über diesen Trick sehr erzürnt und holte im Wassener Wald einen haushohen Stein, mit dem er die Brücke zerschlagen wollte. Es begegnete ihm aber eine fromme Frau, die ihn zu einer Rast während seiner schweren Arbeit überreden konnte. Während der Teufel ruhte, ritzte sie ein Kreuz auf den Stein. Der Teufel war nun nicht mehr in der Lage, den Stein aufzuheben und sei seither im Tal nie mehr gesehen worden.
Der 13 Meter hohe Felsblock aus Aaregranit unterhalb von Göschenen wird „Teufelsstein“ genannt. Für 80 Franken verkaufte der Bauer Josmarie Dittli im Jahr 1885 seine Matte mit dem Stein darauf an die Schokoladefabrik Maestrani. Fortan wurde der Stein als Werbefläche für Maestrani verwendet. Der Stein wurde braun bemalt und mit dem Schriftzug Maestrani versehen. Im Jahr 1905 wurde dieses Ärgernis sogar nochmals aufgefrischt. 20 Jahre später verschenkte Maestrani den Stein an die Naturforschende Gesellschaft Uri. Die NGU kämpfte 50 Jahre später gegen die Sprengung des Steins zusammen mit dem Gemeinderat von Göschenen, der Urner Regierung, den Zeitungen, der Schweizer Schuljugend oder der «Eidgenössischen Kommission für Natur- und Heimatschutz».
Stattdessen wurde 1973 der rund 2000 Tonnen schwere Fels für damals 300'000 Franken um 127 Meter verschoben, um der Gotthardautobahn Platz zu machen. Die Verschiebung des Teufelssteins wird in einer modernen Erweiterung der Volkssage für die Häufung von Verkehrsunfällen bei Kilometer 4 des 17 Kilometer langen Gotthard-Strassentunnels verantwortlich gemacht. Die Naturforschende Gesellschaft Uri ist vertraglich verpflichtet, den Stein bis ans Ende aller Tage zu bewahren.

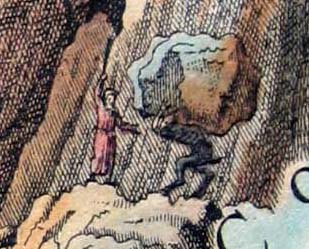
Detail aus der Scheuchzerkarte von 1712
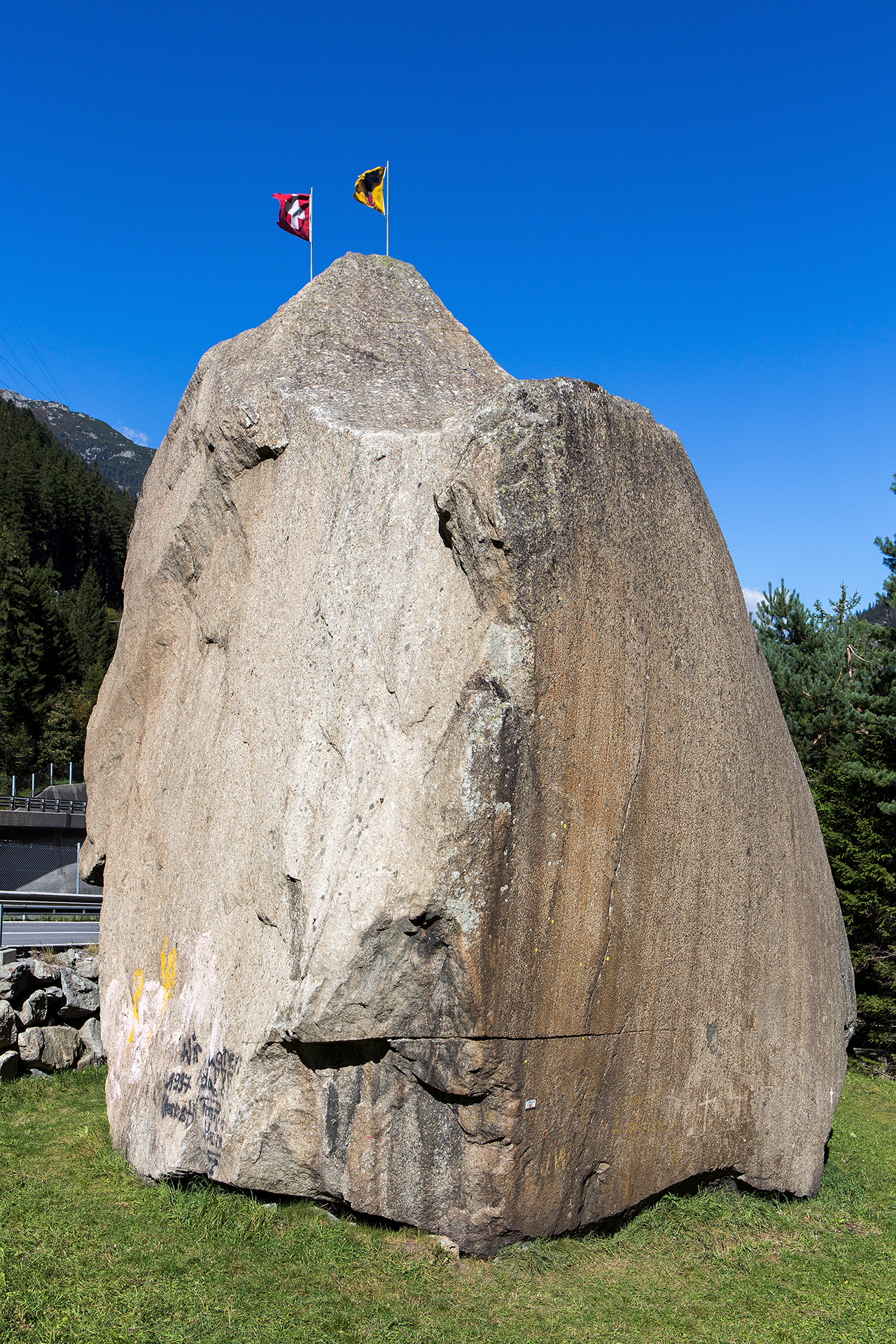
Teufelsstein heute
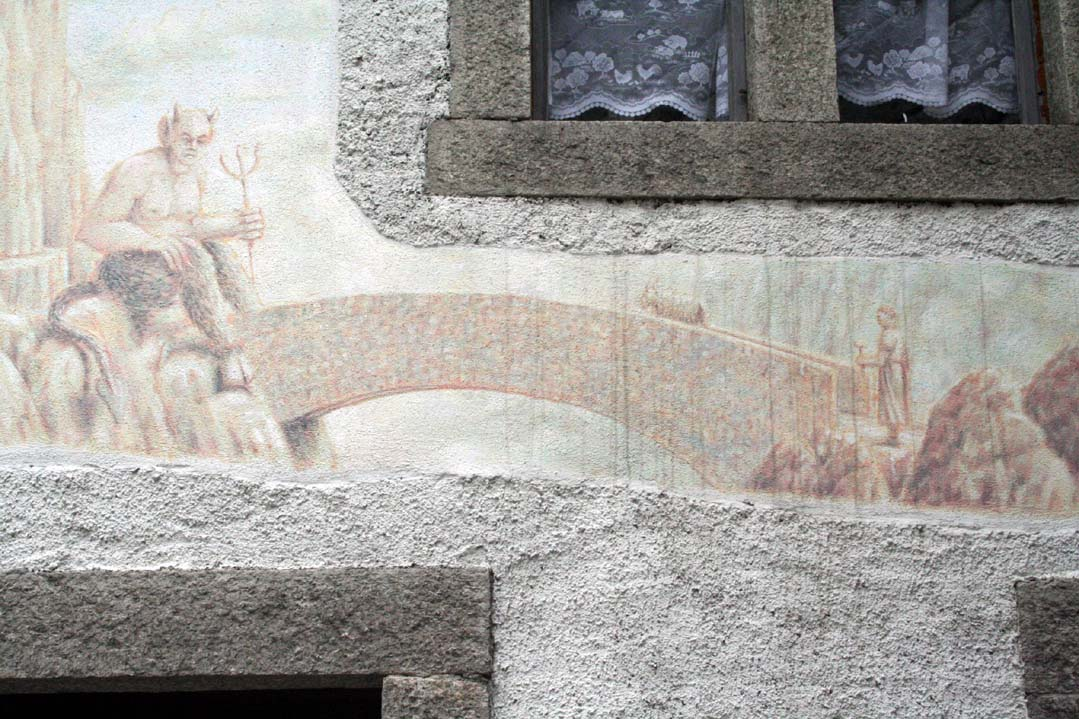
Wandbild zur Teufelssage in der Schöllenen
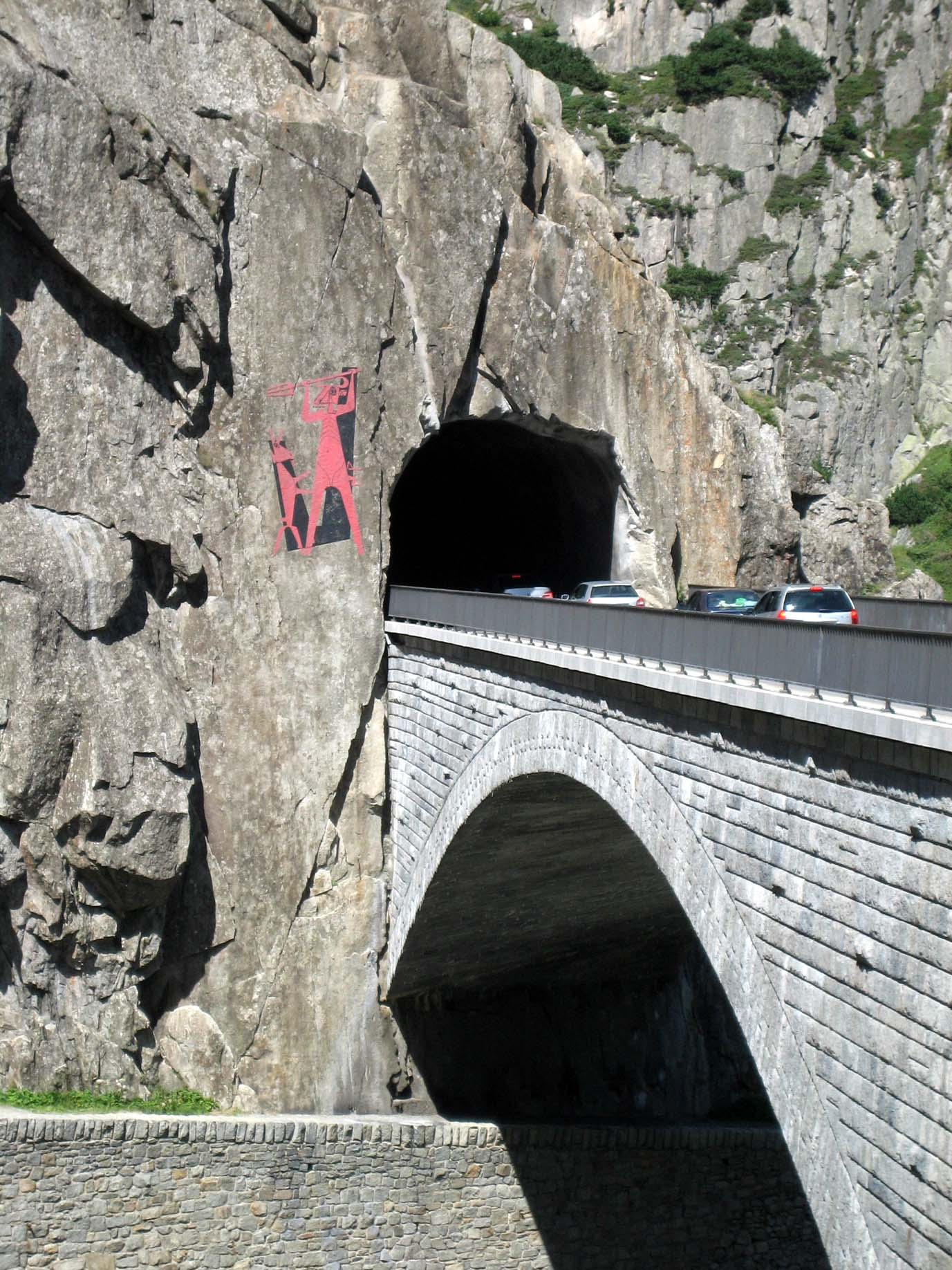
Autobrücke und Teufelsbild

## Verbrennung des Zürcher Bööggs

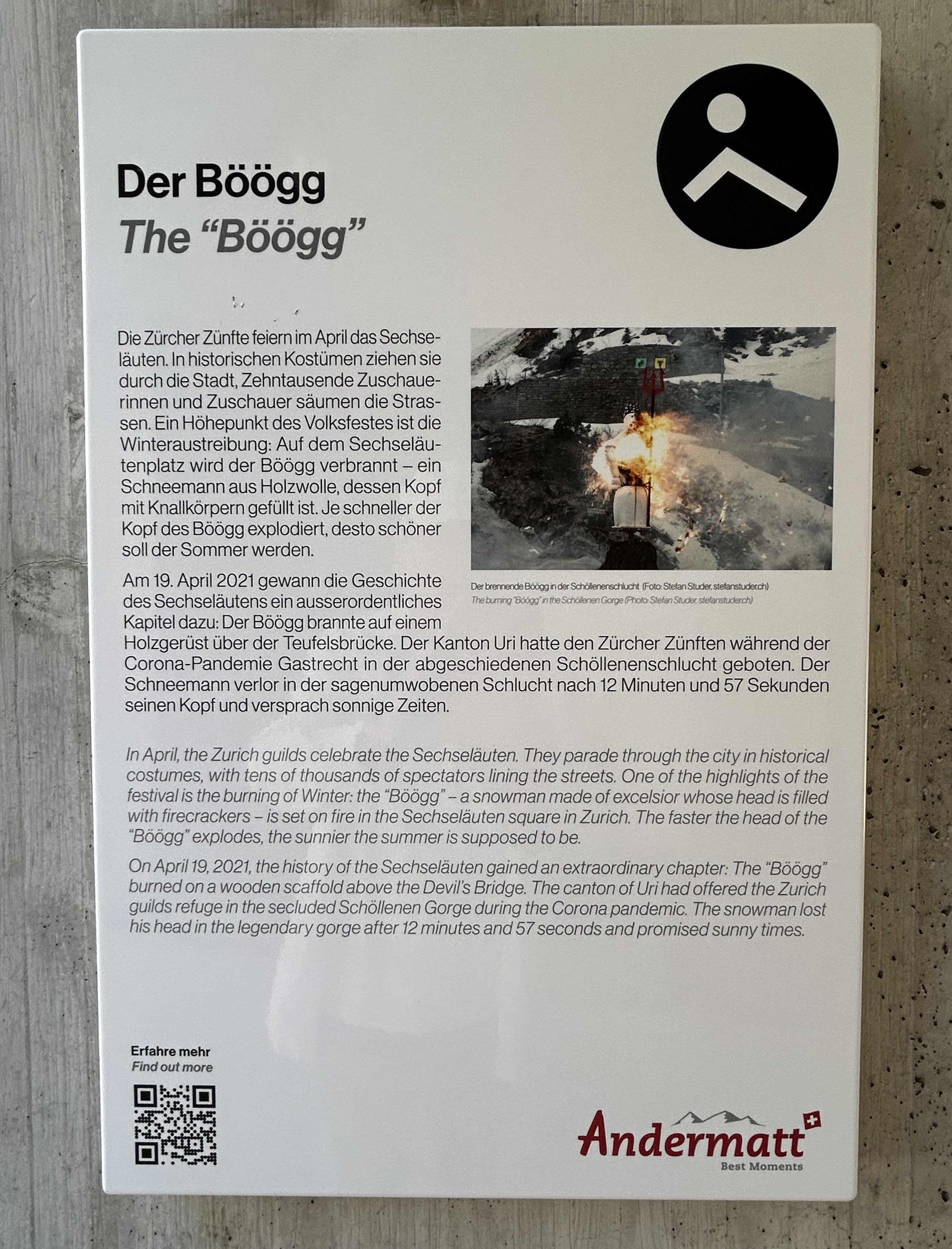
Infotafel vor Ort

Am 19. April 2021 wurde auf der Teufelsbrücke der Zürcher Böögg verbrannt. Da während der Corona-Pandemie in Zürich das traditionelle Sechseläuten nicht durchgeführt werden konnte, bot der Gastkanton Uri den Zürchern in der Schöllenen Gastrecht. Als Anlehnung an den Standort hielt der Böögg anstelle eines Besens einen Dreizack in der Hand. Er verlor nach 12 Minuten und 57 Sekunden seinen Kopf.

## Geologie
Die Schöllenenschlucht entstand durch Auswaschungen der Reuss im Aarmassiv. Das hiesige Gestein ist gleich- und mittelkörniger Biotitgranit, mit zum Teil schwach grünlich gefärbten Feldspäten. Die Klüfte in der Schöllenenschlucht sind durch Risse während der Extension entstanden.